# Жетулина
Жетулина (порт. Getulina) — муниципалитет в Бразилии, входит в штат Сан-Паулу. Составная часть мезорегиона Бауру. Входит в экономико-статистический микрорегион Линс. Население составляет 10 554 человека на 2006 год. Занимает площадь 675,428 км². Плотность населения — 15,6 чел./км².

## История
Город основан 25 марта 1935 года.

## Статистика
- Валовой внутренний продукт на 2003 составляет 112 040 536,00 реалов (данные: Бразильский институт географии и статистики).
- Валовой внутренний продукт на душу населения на 2003 составляет 10 701,10 реалв (данные: Бразильский институт географии и статистики).
- Индекс развития человеческого потенциала на 2000 составляет 0,770 (данные: Программа развития ООН).